# 天湖水电站
天湖水电站，位于广西壮族自治区全州县才湾乡驿马村，处驿马河上游，属湘江水系。1992年10月投产发电。电站水头1074米，是目前中国和亚洲第一座水头超过千米的水电站，每立方米水可发电2.37千瓦时，现有装机2台，每台1.5万千瓦，共3万千瓦。